# Slivo Pole
Slivo Pole (in bulgaro Сливо поле?) è un comune bulgaro situato nella Regione di Ruse di 13 974 abitanti (dati 2009). La sede comunale è nella località omonima

## Località
Il comune è formato dall'insieme delle seguenti località:
- Babovo
- Borisovo
- Brăšlen
- Čerešovo
- Goljamo Vranovo
- Judelnik
- Košarna
- Malko Vranovo
- Rjahovo
- Slivo Pole (sede comunale)
- Stambolovo